# كورناي أنطوان جان ابراهام
كورناي أنطوان جان ابراهام (بالألمانية: Corneille Antoine Jean Abraham Oudemans) (و. 1825 – 1906 م) هو عالم نبات، وطبيب، وأستاذ جامعي من مملكة الأراضي المنخفضة . ولد في أمستردام .
وهو عضو في الأكاديمية الملكية الهولندية للفنون والعلوم .
توفي في أرنهيم .

## مناصب وهيئات
أدار جامعة أمستردام.